# La Celle-Dunoise
La Celle-Dunoise är en kommun i departementet Creuse i regionen Nouvelle-Aquitaine i de centrala delarna av Frankrike. Kommunen ligger i kantonen Dun-le-Palestel som tillhör arrondissementet Guéret. År 2022 hade La Celle-Dunoise 532 invånare.

## Befolkningsutveckling
Antalet invånare i kommunen La Celle-Dunoise
Referens:INSEE